# Folker Weißgerber
Folker Weißgerber (* 25. März 1941 in Chemnitz; † 25. August 2007 in Wolfsburg) war ein deutscher Manager.

## Leben
Folker Weißgerber absolvierte von 1955 bis 1958 eine Lehre als Elektromonteur. Von 1961 an arbeitete Weißgerber in unterschiedlichen Positionen im Volkswagenwerk Wolfsburg. Ab 1989 leitete Weißgerber das Werk Wolfsburg.
Von Dezember 1991 bis Februar 1993 war er stellvertretendes Mitglied des Markenvorstands Volkswagen, Geschäftsbereich Produktion und Logistik. Von März 2001 bis Juni 2005 war er Vorstandsmitglied der Volkswagen AG. Er leitete den Geschäftsbereich Produktion.
Weißgerber war Honorarprofessor an der Technischen Universität Chemnitz.

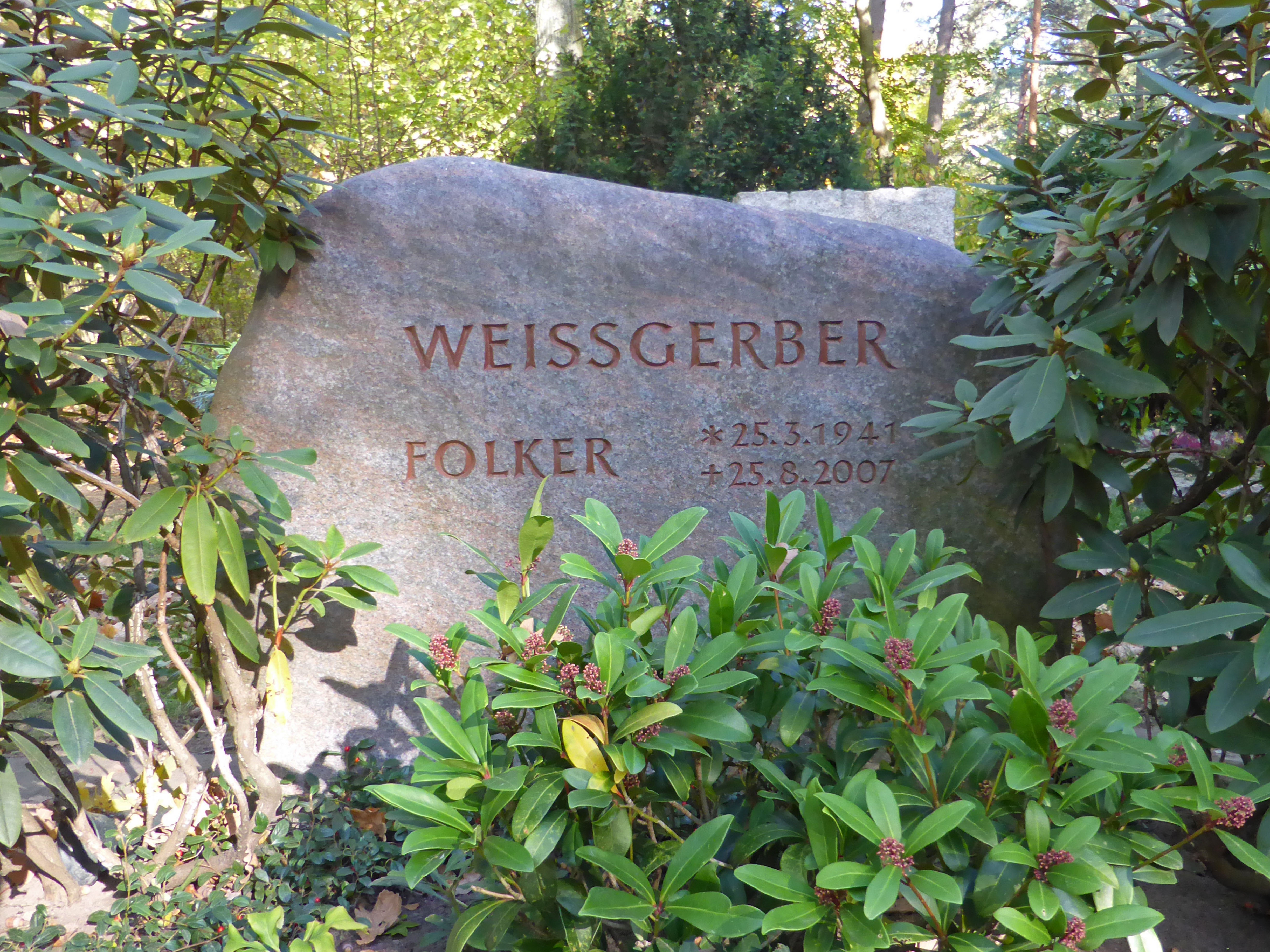
Grabstätte

Folker Weißgerber verstarb am 25. August 2007 in Wolfsburg und wurde auf dem Waldfriedhof in Wolfsburg beigesetzt.

## Ehrungen und Auszeichnungen
Im April 2000 erhielt er von der Otto-von-Guericke-Universität Magdeburg die Ehrendoktorwürde, im Mai 2000 dann von der Technischen Universität Chemnitz und im August 2002 von der Technischen Universität in Košice. 2004 wurde er zum Ehrenprofessor der Tongji-Universität ernannt.
Die Stadt Changchun ernannte Weißgerber im Jahr 2000 zum Ehrenbürger. Er ist ebenfalls Ehrenbürger von Chemnitz. 2003 wurde ihm die Ehrenbürgerwürde der Stadt Shanghai verliehen.
Weißgerber wurde mit dem Sächsischen Verdienstorden und 2000 bzw. 2005 mit dem Orden des Weißen Doppelkreuzes 3. Klasse bzw. 2. Klasse geehrt.